# Fumoir

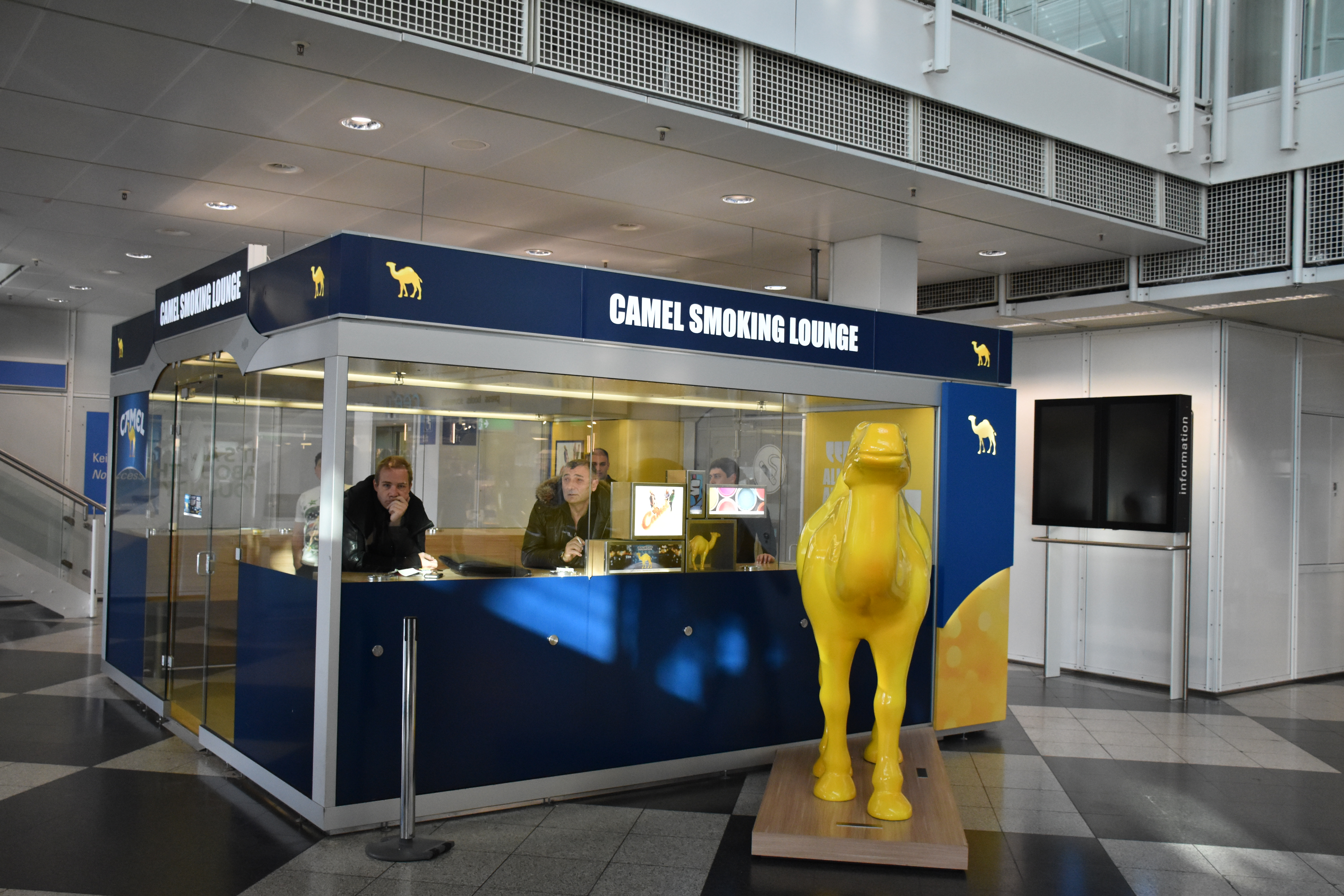
Sala para fumantes.

Fumoir ou sala de fumantes era um cômodo presente em algumas casas antigas, e que em tempos modernos tem sido reinventado pela arquitetura. Faz parte de uma estrutura chamada de "morar à francesa", em que a área nobre da casa era subdividida em várias salas, cada uma com sua finalidade específica. 
No Brasil, esta forma de divisão dos cômodos das casas teve início com a vinda da família real para o Rio de Janeiro, em 1808. A presença da nobreza em terras brasileiras trouxe mudanças no comportamento social, já que o ato de receber visitas passou a ser incentivado pela corte, o que levou a uma alteração nos hábitos e costumes nas casas. Haja vista que foi também nessa época que os materiais hidráulico-sanitários passaram a ser utilizados, e, ao invés da "casinha”, espécie de banheiro seco comum no Brasil até pouco tempo atrás, e da “sala de banho”, surgem os primeiros banheiros instalados. 
Estas melhorias, obviamente, eram vistas apenas nas residências das famílias mais abastadas, que possuíam condições socioeconômicas para ampliar e melhorar suas acomodações. Segundo Brito, os ambientes internos das residências passaram a refletir as mudanças advindas entre o espaço público e o privado, notados principalmente pela progressiva especialização dos cômodos, ditando nova orientação para as atitudes privadas das famílias, ao contrário do que ocorria nos ambientes superlotados e multifuncionais das demais casas. Foi então que surgiram áreas sociais com diversas funções específicas para os hábitos sociais, que podiam dividir-se entre o receber, ouvir música ou até fumar em ambiente adequado. Algumas dessas estruturas são o hall de entrada, a recepção formal, a sala de espera, a sala de estar, a sala de jantar, uma sala de jogos, o fumoir, a sala de música, um escritório ou gabinete, uma biblioteca, um boudoir, entre outros ambientes. 
Na época, o mercado do tabaco estava em expansão. Era tão importante que Portugal instituiu aparatos administrativos para regular e fiscalizar a produção e comércio, como a Junta da Administração do Tabaco e as Superintendências do Tabaco. Posteriormente, as exportações e a cultura do tabaco e o mercado interno foram se expandindo, até que, com a abertura dos portos em 1808, o país passou a exportar para vários pontos da Europa. O produto permaneceu importante para a economia brasileira, compondo, ao lado de um ramo de café, os brasões de armas do Império e da República do Brasil. O hábito de fumar era algo comum, tanto com fins medicinais quanto recreativos. Os cachimbos e charutos simbolizavam elevado status econômico-social. Então, nada mais adequado a uma família em ascensão que ter um fumoir em sua casa, onde o proprietário receberia seus amigos para degustarem rapé ou talvez charutos fabricados na Bahia. Mas afinal, se o fumo não era algo proibido, estas as salas reservadas tinham como objetivo maior dar privacidade aos homens para que se reunissem sem serem importunados.